# Tingsryds AIF
Le Tingsryds AIF, parfois abrégé TAIF, est un club de hockey sur glace de Tingsryd en Suède. Il évolue en Allsvenskan, le deuxième échelon suédois.

## Historique
Le club est créé en 1923.

## Palmarès
- Vainqueur de la Division 1: 2007.

## Anciens joueurs
- Fredrik Emvall